# Automolis venosa
Automolis venosa är en fjärilsart som beskrevs av Walker 1856. Automolis venosa ingår i släktet Automolis och familjen björnspinnare. Inga underarter finns listade i Catalogue of Life.